# Punto critico di Sudeck

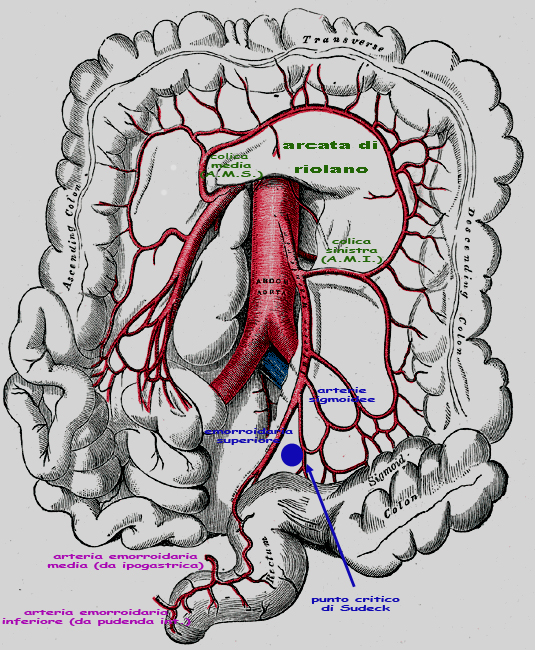
Area critica di Sudeck

Il punto critico di Sudeck o punto debole di Sudeck è un'area corrispondente all'incirca alla giunzione sigmoido-rettale ove il sistema vascolare delle arterie sigmoidee (rami dell'arteria mesenterica inferiore)  si anastomizza con l'arteria emorroidaria superiore (branca terminale dell'arteria mesenterica inferiore).
L'apparato digerente, formato da numerosi organi dislocati su un lungo percorso, richiede un sistema vascolare molto complesso ed efficiente. Ciò spiega la presenza delle numerose anastomosi:
- tra rami di arterie diverse come nel caso dell'Arcata di Riolano o di quella di Drummond che collegano la mesenterica superiore alla mesenterica inferiore.
- tra branche della stessa arteria, come nel caso delle digiunali o sigmoidee.

A quest'ultimo gruppo appartiene l'anastomosi tra arteria sigmoidea e arteria emorroidaria superiore (entrambe provenienti dalla mesenterica inferiore) che avviene tramite l'arteria sigmoidea ima.
L'assenza o la insufficienza di quest'arteria sigmoidea ima determina la criticità del punto di Sudeck.
| Rami principali                | Territorio di irrorazione |
| ------------------------------ | --- |
| Arteria colica sinistra        | Detta anche arteria colica superiore sinistra, si dirige verso il colon discendente e in prossimità del viscere si divide in un ramo ascendente, che si anastomizza con il ramo ascendente dell'Arteria colica media (branca dell'Arteria mesenterica superiore) formando l'arcata di Riolano, e in un ramo discendente, che si anastomizza con il primo ramo dell'Arteria sigmoidea.                                              |
| Arteria sigmoidea              | In genere sono 3, ma se ne possono riscontrare da 1 fino a 7.I rami, dopo una divisione dicotomica, si anastomizzano tra loro e quello più basso (l'arteria sigmoidea ima) con l'arteria emorroidaria superiore. |
| Arteria emorroidaria superiore | Costituisce il ramo terminale dell'arteria mesenterica inferiore. Si dirige verso la parte superiore del retto dividendosi in due branche che circondano lateralmente l'organo contraendo numerose anastomosi con le arterie emorroidarie medie (rami dell'Arteria iliaca interna, detta anche Arteria ipogastrica) e le arterie emorroidarie inferiori (provengono dalle Arterie pudende interne, rami dell'arteria ipogastrica). |